# Il sogno di Scipione

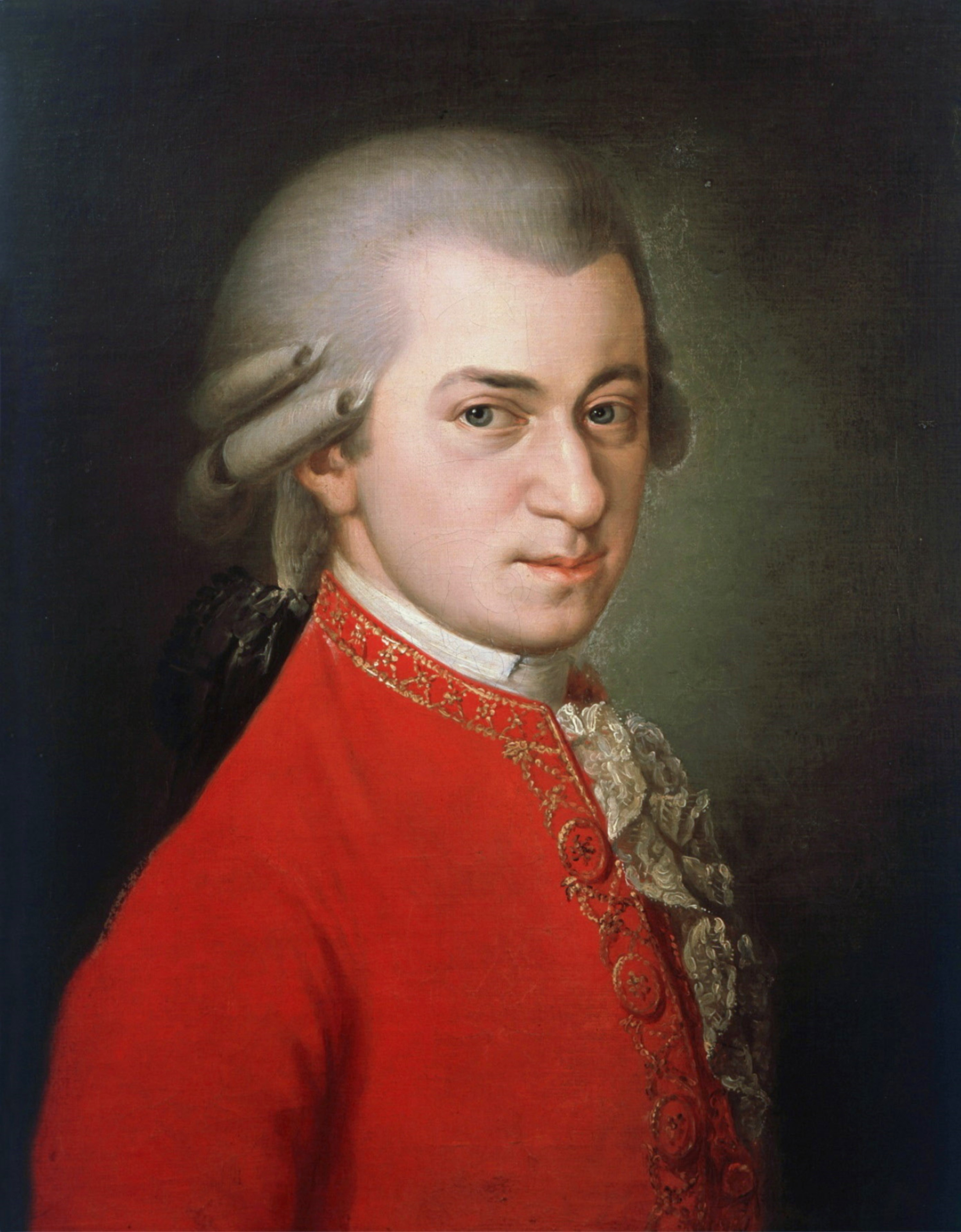
Wolfgang Amadeus Mozart

Il sogno di Scipione (Scipios dröm) (K. 126) är en opera (Serenata drammatica azione teatrale) i en akt med musik av Wolfgang Amadeus Mozart och libretto av Pietro Metastasio efter Ciceros Somnium Scipionis om den romerske fältherren Publius Cornelius Scipio Aemilianus (död 129 f.Kr.).

## Historia
Den 15-årige Mozart komponerade Il sogno di Scipione till sin arbetsgivare, ärkebiskop Sigismund von Schrattenbach i Salzburg, att uppföras i januari 1772. Men då Mozart var upptagen med repetitionerna av Ascanio in Alba i Milano komponerade han Il sogno di Scipione mellan april och augusti 1771. Då von Schrattenbach plötsligt dog i december hade Mozart förhoppningen att den nye ärkebiskopen, Hieronymos Colloredos, skulle godta operan vid sin installation i mars 1772. Relationerna till den nye ärkebiskopen skulle med tiden förvärras och slutade med en definitiv brytning nio år senare. Operan hade premiär (men inte i sin helhet) den 1 maj 1772 i ärkebiskopens palats i Salzburg.

## Om operan
Trots användningen av körer, trumpeter och höga valthorn lyckas inte Mozart bidra med mycket personligt material. Det skiljer inte mycket i musiken mellan de tre tenorerna eller de två sopranerna. Texten är svag och Mozart har gjort ett rent rutinarbete i dekorativ musik.
Den tvåsatsiga ouvertyren i D-dur erhöll senare det självständiga Köchelnumret 161. Tillsammans med den efterföljande finalen i D-dur (K. 163) bildar de en fullständig symfoni i tre satser, som i den 6: upplagan av Köchelserien har erhållit numret 141a.

## Personer
- Scipione, Publius Cornelius Scipio Aemilianus (tenor)
- Costanza (sopran)
- Fortuna (sopran)
- Publio, Scipio Africanus, Scipios farbror och adoptivfar (tenor)
- Emilio, Lucius Aemilius Paullus Macedonicus, Scipios fader (tenor)
- La Licenza (sopran)

## Handling
Scipio drömmer att gudinnorna Fortuna (lyckan) och Constanza (troheten) kräver att han skall välja mellan dem. I drömmen möter han också sin far Emilio och sin adoptivfar Publio, som befinner sig i himlatemplet. De berättar för honom om livet bland de odödliga själarna och han beslutar att välja Fortuna som den som skall styra hans liv.